# Шветцинген
Шветцинген (нім. Schwetzingen) — місто і громада в Німеччині, у землі Баден-Вюртемберг. Підпорядковується адміністративному округу Карлсруе. Входить до складу району Рейн-Неккар.
Площа — 21,62 км2. Населення становить 21 577 ос. (станом на 31 грудня 2020).

## Відомі люди
- Франц Данці (1763—1826) — німецький композитор, віолончеліст і диригент.